# Jakov Kucenko
Jakov Grigor'evič Kucenko (in russo Яков Григорьевич Куценко?, in ucraino Яків Григорович Куценко?, Jakiv Grigorovič Kucenko; Kiev, 22 novembre 1915 – Kiev, 13 agosto 1988) è stato un sollevatore sovietico di origine ucraina, medagliato mondiale ed europeo, che ha gareggiato nella categoria dei pesi massimi.

## Carriera
Fu campione sovietico per quattordici volte dal 1937 al 1940 e dal 1943 al 1952. Ai campionati mondiali fu due volte secondo nel 1946 e nel 1950, entrambi svolti a Parigi; per tre volte conquistò il titolo europeo, nel 1946, nel 1947 a Helsinki e nel 1950. Non poté partecipare all'Olimpiade di Londra del 1948 poiché l'Unione Sovietica non faceva allora parte del CIO; ai Giochi olimpici di Helsinki del 1952 fu il portabandiera. Inoltre fu detentore di tre record mondiali ufficiali nel 1947 e altri quattro record mondiali non ufficiali dal 1936 al 1946 nello slancio.
Dopo la fine della carriera agonistica fu commissario tecnico della nazionale sovietica di sollevamento pesi dal 1954 al 1963.